# Dai Si
Mukkadas Kurban (uigurisch مۇكدەپ قۇربان Mukdep Qurban, chinesisch 穆克代斯·庫爾班 Mùkèdàisī Kùěrbān; * 14. August 1991 in Urumqi, Xinjiang, Volksrepublik China), besser bekannt als Dai Si, ist eine chinesische  Schauspielerin und Model uigurischer Abstammung.

## Leben und Karriere
Kurban wurde am 14. August 1991 in Urumqi geboren. Ihr Debüt gab sie 2015 in der Fernsehserie Wǒ hé húyáng de yuēdìng. Anschließend war sie 2017 in der Serie Eternal Love zu sehen. Außerdem trat sie im selben Jahr in Xuan-Yuan Sword: Han Cloud auf. 2018 spielte Kurban in The Flame's Daughter mit. Unter anderem setzte sie ihre Karriere in In Youth fort. Juli 2019 war sie mit dem chinesischen Schauspieler Liu Ruilin zusammen, die Beziehung endete jedoch im Oktober desselben Jahres. Kurban bekam 2024 in dem Film Mutant eine Hauptrolle.
Neben Chinesisch und Uigurisch spricht sie noch Englisch und Russisch.

## Filmografie (Auswahl)
Filme
- 2019: Whisper of Silent Body
- 2024: Mutant

Serien
- 2015: Wǒ hé húyáng de yuēdìng
- 2017: Eternal Love
- 2017: Xuan-Yuan Sword: Han Cloud
- 2017: Detective Dee
- 2018: The Flame's Daughter
- 2019: In Youth
- 2019: Anti-Terrorism Special Forces: The Wolves
- 2020: Qing Luo
- 2024: Jiang he zhi shang